# Linia kolejowa nr 540
Linia kolejowa nr 540 − pierwszorzędna, zelektryfikowana, w większości dwutorowa linia kolejowa łącząca stację Łódź Chojny ze stacją Łódź Widzew. Odbywa się na niej ruch pociągów towarowych i pasażerskich.

## Historia
W 1903 r. została otwarta jako jednotorowa linia o rozstawie 1524 mm; po pewnym czasie został dobudowany drugi tor. W czasie I wojny światowej linię przekuto na rozstaw normalnotorowy, a w 1958 r. zelektryfikowano.

## Czas przejazdu
Czas przejazdu między stacjami Łódź Chojny – Łódź Widzew na długości 6 km przedstawia się następująco (według rozkładu jazdy 2015/2016):
| Czas przejazdu | Rodzaj pociągu | Rodzaj pociągu |
| Czas przejazdu | osobowy        |                |
| -------------- | -------------- | -------------- |
| najkrótszy     | 0h 08'         |                |
| najdłuższy     | 0h 10'         |                |